# Önder Sav
Önder Sav, né le 14 novembre 1937 à Işıklar (en), est un avocat et homme politique turc d'ascendance circasienne.
Diplômé de la faculté de droit (tr) d'université d'Ankara. Il rejoint le CHP. Il est député d'Ankara (1973-1980, 1996-1999 et 2002-2011), ministre du Travail dans le premier gouvernement de Bülent Ecevit (1974), président du barreau d'Ankara (tr) (1984-1985), président de l'Union des Barreaux des Turquie (en) (1989-1995), vice-président du groupe CHP à la Grande Assemblée nationale de Turquie (1996-1999) et secrétaire général du CHP (2000-2010).